# Канкон
Канкон (фр. Cancon) насеље је и општина у југозападној Француској у региону Аквитанија, у департману Лот и Гарона која припада префектури Вилнев сир Лот.
По подацима из 2011. године у општини је живело 1332 становника, а густина насељености је износила 54,39 становника/km². Општина се простире на површини од 24,49 km². Налази се на средњој надморској висини од 175 метара (максималној 217 m, а минималној 90 m).

## Демографија
| 1962. | 1968. | 1975. | 1982. | 1990. | 1999. | 2011. |
| ----- | ----- | ----- | ----- | ----- | ----- | ----- |
| 1.227 | 1.305 | 1.281 | 1.334 | 1.324 | 1.287 | 1.332 |

График промене броја становника у току последњих година